# John Norton (pallanuotista)
John Dominic Norton (New York, 27 novembre 1899 – Lebanon, 24 novembre 1987) è stato un pallanuotista statunitense, vincitore di una medaglia di bronzo all'olimpiade di Parigi 1924.